# Elle (film)
Elle è un film del 2016 diretto da Paul Verhoeven, con protagonista Isabelle Huppert.
Il film, che è stato presentato in concorso al Festival di Cannes 2016, è un adattamento cinematografico del romanzo del 2012 "Oh..." di Philippe Djian.

## Trama
Michèle è una donna tutta d'un pezzo a capo di una compagnia di produzione di videogiochi, che ha sempre usato il pugno di ferro sia in ambito lavorativo sia nel privato. Una sera però viene aggredita e violentata nella sua casa da uno sconosciuto con il passamontagna. Decisa a non voler sporgere denuncia a causa delle sue esperienze negative con i media e i giornalisti, inizia così un'ossessiva indagine personale per scoprire l'identità del suo aggressore.

## Distribuzione

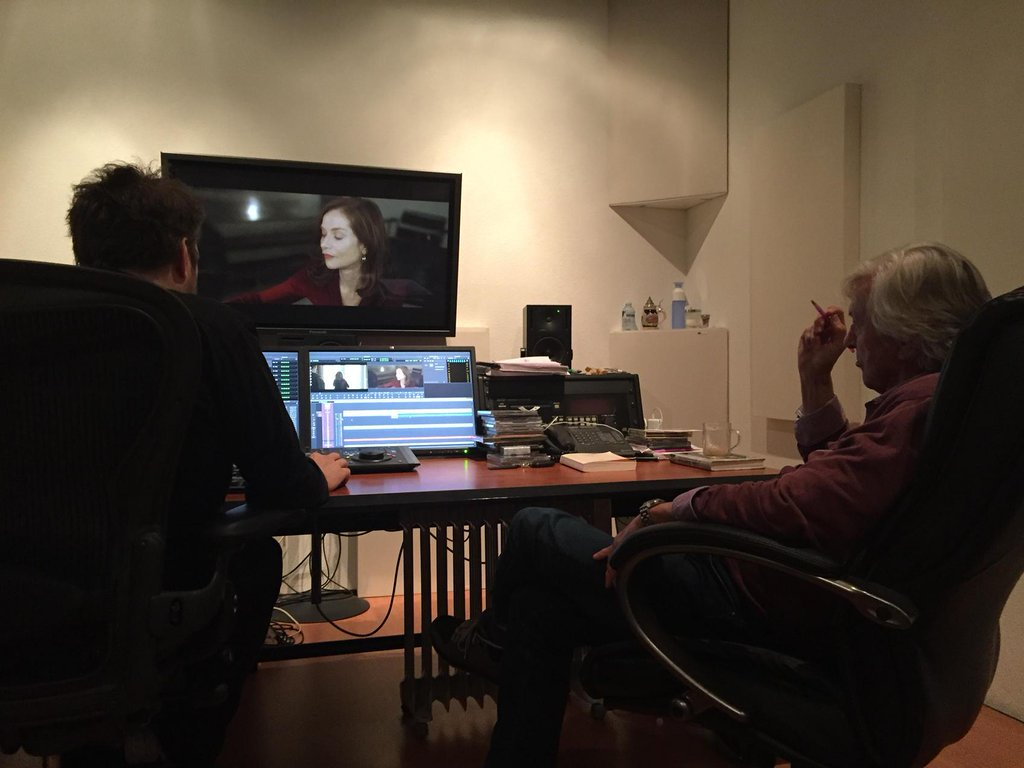
Paul Verhoeven durante il montaggio del film

Dopo la presentazione in concorso al Festival di Cannes, la pellicola è stata distribuita nelle sale cinematografiche francesi il 25 maggio 2016. In Italia l'uscita è avvenuta il 23 marzo 2017, dopo un'anteprima nazionale al Torino Film Festival 2016 (sezione Festa Mobile).

## Accoglienza
La recitazione di Huppert è stata universalmente acclamata dalla critica: fra gli svariati riconoscimenti ottenuti, l'attrice ha vinto il Golden Globe per la migliore attrice in un film drammatico e il premio alla migliore attrice della National Society of Film Critics e si è aggiudicata (avvenimento raro per un attore non anglofono) una nomination all'Oscar alla miglior attrice.

## Riconoscimenti
- 2017 - Premio Oscar

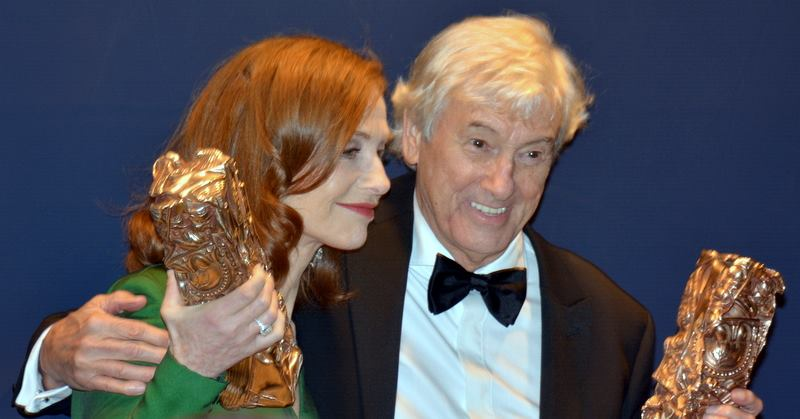
Isabelle Huppert e Paul Verhoeven vincitori del Premio César nel 2017

  - Candidatura alla Miglior attrice protagonista a Isabelle Huppert
- 2017 - Golden Globe
  - Miglior film straniero (Francia)
  - Miglior attrice in un film drammatico a Isabelle Huppert
- 2016 - European Film Award
  - Candidatura al Miglior film
  - Candidatura al Miglior regista a Paul Verhoeven
  - Candidatura alla Miglior attrice a Isabelle Huppert
- 2017 - Premio César
  - Miglior film
  - Migliore attrice protagonista a Isabelle Huppert
  - Candidatura alla Migliore regia a Paul Verhoeven
  - Candidatura al Miglior attore non protagonista a Laurent Lafitte
  - Candidatura alla Miglior attrice non protagonista a Anne Consigny
  - Candidatura alla Miglior promessa maschile a Jonas Bloquet
  - Candidatura alla Migliore adattamento a David Birke
  - Candidatura alla Migliore fotografia a Stéphane Fontaine
  - Candidatura alla Migliore colonna sonora a Anne Dudley
  - Candidatura al Miglior montaggio a Job ter Burg
  - Candidatura al Miglior sonoro a Jean-Paul Mugel, Alexis Place, Cyril Holtz e Damien Lazzerini
- 2017 - Premio Magritte
  - Candidatura alla Miglior attrice non protagonista a Virginie Efira
- 2016 - Festival di Cannes
  - Candidatura alla Palma d'oro
- 2016 - New York Film Critics Circle Awards
  - Miglior attrice protagonista a Isabelle Huppert
- 2016 - National Board of Review Awards
  - Migliori cinque film stranieri
- 2016 - Critics' Choice Movie Awards
  - Miglior film straniero
  - Candidatura alla Miglior attrice a Isabelle Huppert
- 2017 - Satellite Award
  - Miglior attrice a Isabelle Huppert
  - Candidatura al Miglior film straniero
- 2016 - Gotham Independent Film Awards
  - Migliore attrice a Isabelle Huppert
- 2018 - David di Donatello[4]
  - Candidatura per il Miglior film dell'Unione europea